# Canton de Dunkerque-Est
 (mai 2023).
Le canton de Dunkerque-Est est un ancien canton français, situé dans le département du Nord et la région Nord-Pas-de-Calais.

## Composition
La loi du 28 pluviôse an VIII (17 février 1800), a scindé le canton de Dunkerque tel qu'il avait été créé en 1790 en deux entités : le canton de Dunkerque-Est et le canton de Dunkerque-Ouest.
En 1790 le canton de Dunkerque était composé de neuf communes :
- Armbouts-Cappel-Cappel (Cappelle-la-Grande depuis 1920)[2] ;
- Coudekerque-Branche ;
- Dunkerque ;
- Grande-Synthe ;
- Leffrinckoucke ;
- Mardyck ;
- Petite-Synthe ;
- Téteghem ;
- Zuydcoote.

Le canton de Dunkerque-Est est donc considérablement remodelé en 1800 et comprend maintenant sept communes :
- Coudekerque ;
- Coudekerque-Branche ;
- Dunkerque-Est ;
- Leffrinckoucke ;
- Téteghem ;
- Uxem (qui appartenait en 1790 au canton de Bergues)[1] ;
- Zuydcoote.

Un décret signé de Napoléon III en date du 24 mars 1860, crée la commune de Rosendaël, qui intègre le canton de Dunkerque-Est, qui passe à huit communes.
En 1883, la commune de Bray-Dunes est créée par sa séparation avec Ghyvelde et Hondschoote et intègre elle aussi le canton de Dunkerque-Est qui passe ainsi à neuf communes.
Le 21 juillet 1891, Ernest Constans, ministre de l'Intérieur du gouvernement de Sadi Carnot, signe la loi distrayant une partie du territoire de Rosendaël pour l'ériger en commune distincte sous le nom de Malo-les-Bains, qui incorpore le canton de Dunkerque-Est, qui comprend alors dix communes.
En 1969 et 1972, les communes de Malo-les-Bains et Rosendaël fusionnant avec Dunkerque, le canton repasse à huit communes.
Le décret no 82-128 du 4 février 1982 crée le canton de Coudekerque-Branche, composé des communes de Coudekerque, Coudekerque-Branche, et d'une partie de Malo-les-Bains et de Rosendaël. Le canton de Dunkerque-Est comprend désormais six communes.
Le canton de Dunkerque-Est se compose d’une fraction de la commune de Dunkerque et de cinq autres communes. Il compte 36 246 habitants (population municipale) au 1er janvier 2012.
| Nom                   | Code Insee | Intercommunalité         | Population (dernière pop. légale)               |
| --------------------- | ---------- | ------------------------ | ----------------------------------------------- |
| Dunkerque (chef-lieu) | 59183      | CU de Dunkerque          | Fraction : 17 126(2012) Commune : 89 160 (2014) |
| Bray-Dunes            | 59107      | CU de Dunkerque          | 4 662 (2014)                                    |
| Leffrinckoucke        | 59340      | CU de Dunkerque          | 4 306 (2014)                                    |
| Téteghem              | 59588      | Dunkerque Grand Littoral | 6 952 (2013)                                    |
| Uxem                  | 59605      | CC des Hauts de Flandre  | 1 408 (2014)                                    |
| Zuydcoote             | 59668      | CU de Dunkerque          | 1 789 (2014)                                    |

À la suite du décret no 2014-167 du 17 février 2014 (département du Nord), le canton de Dunkerque-Est est amputé des communes de Téteghem et Uxem, mais voit l'arrivée de la commune de Les Moëres (canton d'Hondschoote) et retrouve l'intégralité des anciennes communes de Malo-les-Bains et Rosendaël (canton de Coudekerque-Branche). Le canton de Dunkerque-Est comprend désormais cinq communes.

## Histoire
| Date d'élection       | Identité                 | Parti                  | Qualité |
| --------------------- | ------------------------ | ---------------------- | --- |
| 1833-1839             | Étienne-Jacques Dupouy   | Majorité conservatrice | Conseiller général du Nord de 1831 à 1833, conseiller général du Nord du canton de Dunkerque-Ouest de 1833 à 1839, président de la Chambre de commerce de Dunkerque de 1820 à 1837 et de 1838 à 1839, député du 6e collège du Nord (Dunkerque) de 1831 à 1834, conseiller municipal de Dunkerque de 1816 à 1831.                                                                                                  |
| 1839-1841             | Paul André Louis Lemaire | Majorité conservatrice | Conseiller général du canton de Dunkerque-Ouest de 1839 à 1841, député du grand collège de Dunkerque de 1830 à 1831, député du 7e collège du Nord (Bergues) de 1831 à 1832, maire de Dunkerque de 1832 à 1836 et de 1837 à 1838. |
| 1841-1843 (démission) | Augustin Gourdin         |                        | Négociant, maire de Dunkerque de 1838 à 1843, conseiller général du canton de Dunkerque-Ouest de 1841 à 1843, sous-préfet d'Hazebrouck de 1843 à 1846 et 1848 à 1851, sous-préfet de Saint-Pol-sur-Ternoise de 1846 à 1848. |
| 1843-1848             | Laurent Lemaire          | Centre-droit           | Avocat, conseiller général du Nord du canton de Dunkerque-Ouest de 1843 à 1848, maire de Dunkerque en 1845, conseiller municipal de Dunkerque de 1840 à 1846. |
| 1848-1869             | Alfred de Clebsattel     | Majorité dynastique    | Avocat, député de la 5e circonscription du Nord au corps législatif de 1852 à 1863, secrétaire du conseil général du Nord de 1848 à 1869,, conseiller d'arrondissement de Dunkerque de 1845 à 1848,. |
| 1871-1894 (décès)     | Gustave Lemaire          | Droite                 | Avocat, maire de Dunkerque de 1884 à 1893. |
| 1894-1907             | Florent Guillain         | Progressistes          | Député de la 1re circonscription de Dunkerque de 1896 à 1910, ministre des Colonies du 1er novembre 1898 au 22 juin 1899. |
| 1907-1913             | Alfred Dumont            | AL                     | Maire de Dunkerque de 1893 à 1908, député de la 1re circonscription de Dunkerque de 1910 à 1914. |
| 1913-1928             | Félix Coquelle           | URD                    | Négociant, commissionnaire, président du tribunal de commerce de Dunkerque de 1908 à 1914, président de la chambre de commerce de Dunkerque de 1922 à 1928, député de la 1re circonscription de Dunkerque de 1924 à 1928, maire de Rosendaël de 1904 à 1928, vice-président du conseil général du Nord de 1925 à 1928.                                                                                            |
| 1928-1937             | Albert Mahieu            | RG                     | Ingénieur des ponts et chaussées, ministre de l'Intérieur de février à juin 1932, sénateur du Nord de 1924 à 1941, cice-président du Sénat de 1936 à 1939, président du conseil général du Nord de 1928 à 1932 et de 1934 à 1936, conseiller général du canton de Dunkerque-Ouest de 1922 à 1928, maire de Rosendaël de 1929 à 1935.                                                                              |
| 1937-1940             | Paul Machy               | SFIO                   | Directeur d'école, maire de Rosendaël de 1935 à 1944, nommé membre de la commission administrative départementale en 1941 mort en déportation le 8 avril 1945, et déclaré mort pour la France par le tribunal de 1re instance de Dunkerque le 17 novembre 1948. |
|                       |                          |                        | |
| 1943-1945             | Paul-André Verley        |                        | Agent maritime, maire de Dunkerque de 1942 à 1945, vice-président du conseil départemental du Nord de 1943 à 1945, conseiller départemental du Nord de 1943 à 1945, conseiller municipal de Dunkerque de 1947 à 1946, 1er vice-président de la chambre de commerce de Dunkerque en 1956. |
|                       |                          |                        | |
| 1945-1955             | Alphonse Bournonville    | MRP puis RPF puis RS   | Directeur d'usine, maire de Rosendaël de 1955 à 1965, secrétaire du conseil général du Nord. |
| 1955-1967             | Maurice Mollet           | SFIO                   | Agent d'assurances maire de Coudekerque-Branche de 1947 à 1976. |
| 1967-1973             | Jacques Collache         | SFIO puis PS           | Pharmacien, maire de Rosendaël de 1965 à 1972 (fusion avec Dunkerque), vice-président de la communauté urbaine de Dunkerque 1969 à 1976, 2e adjoint au maire de Dunkerque de 1972 à 1976. |
| 1973-1979             | Claude Prouvoyeur        | CNI puis RPR           | Conseiller d'administration scolaire et universitaire sénateur du Nord de 1983 à 1992, maire de Dunkerque de 1966 à 1989, vice-président de la communauté urbaine de Dunkerque de 1969 à 1989, président du syndicat intercommunal du Littoral-Est de 1980 à 1989, céputé suppléant de la 13e circonscription du Nord de 1998 à 2002.                                                                             |
| 1979-1982             | André Delattre           | PS                     | Directeur d'école député de la 13e circonscription du Nord de 1988 à 1993, conseiller général du canton de Coudekerque-Branche de 1982 à 1985, maire de Coudekerque-Branche de 1976 à 2008, vice-président de la communauté urbaine de Dunkerque de 1976 à 2008 Élu en 1982 dans le canton de Coudekerque-Branche.                                                                                                |
| 1982-1998             | Claude Prouvoyeur        | CNI puis RPR           | Sénateur du Nord de 1983 à 1992, maire de Dunkerque de 1966 à 1989, conseiller régional du Nord-Pas-de-Calais de 1974 à 1983, vice-président de la communauté urbaine de Dunkerque de 1969 à 1989, Président du syndicat intercommunal du Littoral-Est de 1980 à 1989, député suppléant de la 13e circonscription du Nord de 1998 à 2002.                                                                         |
| 1998-2004             | Franck Dhersin           | DL puis UMP            | Juriste d'entreprise, Suppléant du député Emmanuel Dewees (1993-1997) député de la 13e circonscription du Nord de 1998 à 2002, maire de Téteghem de 1991 à 2001 et de 2005 à 2015, vice-président de la communauté urbaine de Dunkerque depuis le 17 avril 2014, conseiller régional de la région des Hauts-de-France depuis le 4 janvier 2016, Maire de Téteghem-Coudekerque-Village depuis le 1er janvier 2016. |
| 2004-2011             | Danièle Thinon           | PS                     | Professeur de lettres retraitée, vice-présidente du conseil général de 2004 à 2011, maire-adjointe de Dunkerque/Malo-les-Bains de 2001 à 2014, conseillère communautaire de la communauté urbaine de Dunkerque de 2008 à 2014. |
| 2011-2015             | Alain Vanwaefelghem      | PS                     | Enseignant, maire-adjoint de Dunkerque/Rosendael de 1989 à 2014, 1er vice-président de la communauté urbaine de Dunkerque de 2008 à 2014. |

## Élections

### Conseillers d'arrondissement de 1833 à 1940
Le canton de Dunkerque Est avait deux conseillers d'arrondissement.
| Période         | Période      | Identité                                    | Étiquette   | Qualité |
| --------------- | ------------ | ------------------------------------------- | ----------- | --- |
| 1833            | 1845         | Bertrand Joseph Hypolite Hovelt (1785-1849) |             | Avocat et avoué à Dunkerque                                                                                 |
| 1833            | 1839         | Paul André Louis Lemaire                    |             | Maire de Dunkerque, ancien député                                                                           |
| 1839            | 1848         | Laurent Lemaire                             |             | Colonel de la Garde Nationale de Dunkerque                                                                  |
| 1845            | 1848         | Alfred de Clebsattel                        |             | Avocat, propriétaire à Dunkerque                                                                            |
|                 |              |                                             |             | |
| 1880            | 1894 (décès) | Victor Derode (1824-1894)                   |             | Maire de Rosendaël                                                                                          |
|                 |              |                                             |             | |
| 1879            | 1899 (décès) | François Duriau (1830-1899)                 | Républicain | Médecin à Dunkerque                                                                                         |
| 21 mai 1899     |              | Alfred Detraux (1846-1906)                  | Républicain | Négociant en vins, ancien conseiller municipal de Dunkerque, membre de la Chambre de commerce               |
|                 |              |                                             |             | |
| 1904            | 1933 (décès) | Evariste Henri Joseph Goethals (1858-1933)  | URD         | Docteur en médecine à Rosendaël                                                                             |
| 1904            | 1918 (décès) | Albert Ziegler (1853-1918)                  | Libéral     | Ingénieur, constructeur à Dunkerque                                                                         |
| 1918            | 1919         | siège vacant                                |             | |
| 1919            | 1923 (décès) | Georges Cavrois (1849-1922)                 | URD         | Avocat au barreau de Dunkerque, adjoint au maire Président du Conseil d'arrondissement                      |
| 23 janvier 1923 | 1940         | Edouard Duriez (1888-1965)                  | FR          | Docteur en droit, notaire à Dunkerque                                                                       |
| avril 1933      | 1940         | Firmin Vanraet (1876-1969)                  | FR          | Brasseur, 1er adjoint au maire de Malo-les-Bains                                                            |
| 1940            |              |                                             |             | Les conseils d'arrondissement ont été suspendus par la loi du 12 octobre 1940 et n'ont jamais été réactivés |

## Démographie
| 1962 | 1968 | 1975 | 1982 | 1990   | 1999   | 2006   | 2011   | 2012   |
| ---- | ---- | ---- | ---- | ------ | ------ | ------ | ------ | ------ |
| -    | -    | -    | -    | 36 927 | 38 569 | 37 327 | 36 519 | 36 246 |

### Pyramide des âges
Comparaison des pyramides des âges du Canton de Dunkerque-Est et du département du Nord en 2006
| Hommes | Classe d’âge   | Femmes |
| ------ | -------------- | ------ |
| 0,1    | 90 ans et plus | 0,4    |
| 3,4    | 75 à 89 ans    | 5,2    |
| 13,5   | 60 à 74 ans    | 14     |
| 24,1   | 45 à 59 ans    | 24,4   |
| 20,9   | 30 à 44 ans    | 21,5   |
| 17,6   | 15 à 29 ans    | 15,8   |
| 20,3   | 0 à 14 ans     | 18,6   |

| Hommes | Classe d’âge   | Femmes |
| ------ | -------------- | ------ |
| 0,2    | 90 ans et plus | 0,8    |
| 4,3    | 75 à 89 ans    | 7,9    |
| 10,3   | 60 à 74 ans    | 11,9   |
| 19,7   | 45 à 59 ans    | 19,4   |
| 21,1   | 30 à 44 ans    | 20,1   |
| 22,6   | 15 à 29 ans    | 21     |
| 21,6   | 0 à 14 ans     | 19     |